# Huset Bonaparte
Bonaparte (ursprungligen Buonaparte) är en europeisk härskardynasti, härstammande från den korsikanske adelsmannen Carlo Buonaparte (1746-1785). Ätten uppsteg till kejserlig värdighet i och med att Carlos näst äldste son, generalen och förste konsuln Napoleon Bonaparte, år 1804 lät kröna sig till "fransmännens kejsare".
Ätten nådde sin största maktutbredning under Napoleons regeringstid varunder ett flertal av dennes släktingar (främst syskon) insattes som monarker i olika av Frankrike kontrollerade lydstater. Alla dessa förlorade dock sina troner senast i och med Napoleons fall 1815.
I Frankrike återkom dynastin till makten då Napoleon I:s brorson Louis Napoléon Bonaparte först 1848 valdes till fransk president och sedan 1852 lät utnämna sig till kejsare under namnet Napoleon III. Efter dennes avsättning till följd av fransk-tyska kriget 1870 har Bonaparterna dock inte innehaft några statschefspositioner.

## Regerande medlemmar av ätten Bonaparte

### Franska kejsare
- 1804–1814, 1815: Napoleon I
- 1815: Napoleon II
- 1852–1870: Napoleon III

### Kungar avHolland
- 1806–1810: Louis Bonaparte
- 1810: Napoléon Louis ("Louis II"; regerade endast på pappret i 10 dagar)

### Kungar avNeapel
- 1806–1808: Joseph Bonaparte
- 1808–1815: Joachim Murat (den föregåendes svåger; alltså endast ingift i ätten Bonaparte)

### Kungar avWestfalen
- 1807–1813: Jérôme Bonaparte

### Kungar avSpanien
- 1808–1813: Joseph Bonaparte

### Storhertiginnor avToscana
- 1808–1814: Elisa Bonaparte

## Huvudmän för ätten efter 1870
- 1870–1879: Eugène Louis Napoleon Bonaparte ("Napoleon IV")
- 1879–1926: Napoléon Victor Jérôme Frédéric Bonaparte ("Napoleon V") (med testamentariskt överhoppande av dennes far Napoléon Joseph Charles Paul Bonaparte)
- 1926–1997: Louis Napoléon Bonaparte
- Sedan 1997: Charles Napoléon Bonaparte